# أذن الحمار
أذن الحمار أو «أذن الأَتان» هو عشب معمر طوله أقل من المتر، تظهر أزهاره في الربيع، ويتحمل ظروف المناخ الصعبة، وهو سريع النمو وواسع الانتشار في مناطق المملكة العربية السعودية الشرقية والوسطى وأجزاء من الغربية.
و في لسان العرب ورد أن (أذن الحمار له ورق عرضه مثل الشبر، وله أصل يؤكل أعظم من الجزرة).
وقد فرقت موسوعة الثقافة التقليدية في المملكة العربية السعودية بين نوعين آخرين من النبات كان يطلق عليهما في بادية المملكة اسم أذن الحمار لكبر الورق فيهما وتشبيهها بأذن الحمار، وكلا النوعين هما من الأعشاب المعمرة أحدهما له زهرة صفراء، والآخر قائم وله زهرة ذات لون وردي مائل إلى البنفسجي. وكل الأنواع الثلاثة لا تعتبر من النباتات الرعوية.